# Brahea aculeata
Espèce
Statut de conservation UICN

 VU (needs updating) A1c : Vulnérable
Synonymes
- Erythea aculeata Brandegee[1] [2]
- Glaucothea aculeata (Brandegee) I.M.Johnst.[1]

Brahea aculeata est une espèce de palmiers (famille des Arecaceae). C'est une espèce endémique du Mexique. 

## Répartition et habitat
Ce palmier se rencontre dans les régions boisées des zones très sèches dans les sols rocailleux jusqu'à 600 m d'altitude. On le rencontre dans le Durango, le Sinaloa et le Sonora.   